# Broussau
Der Broussau ist ein Fluss in Frankreich, der in den Regionen Okzitanien und Nouvelle-Aquitaine verläuft. Er entspringt unter dem Namen Ruisseau de Lagrave beim Weiler Medge, im westlichen Gemeindegebiet von Garlin, entwässert generell in nördlicher Richtung entlang der Autobahn A65 und mündet nach rund 20 Kilometern an der Gemeindegrenze von Aire-sur-l’Adour und Duhort-Bachen als linker Nebenfluss in den Adour. Der Broussau entspringt im Département Pyrénées-Atlantiques, wechselt dann ins Département Landes und bildet auf einer kurzen Strecke auch die Grenze zum Département Gers.

## Orte am Fluss
(Reihenfolge in Fließrichtung)
- Medge, Gemeinde Garlin (Dép. Pyrénées-Atlantiques)
- Sarron
- La Carrérade, Gemeinde Saint-Agnet
- Lamenchaou, Gemeinde Latrille
- Latrille
- Daugat, Gemeinde Ségos (Dép. Gers)
- Pourin, Gemeinde Aire-sur-l’Adour
- Lourine, Gemeinde Aire-sur-l’Adour
- Le Houns de la Lanne, Gemeinde Aire-sur-l’Adour
- Laffitau, Gemeinde Aire-sur-l’Adour
- Langlès, Gemeinde Duhort-Bachen